# العقدة الرقبية العلوية
العقدة الرقبية العلوية (SCG) هي العقدة العلوية والأكبر من العقد الودية الرقبية للجذع الودي. من المحتمل أنها تشكلت من خلال اتحاد أربع عقد متعاطفة من الأعصاب الشوكية العنقية C1-C4. وهي العقدة الوحيدة في الجهاز العصبي الودي التي تعصب الرأس والرقبة. تعصب العقدة الرقبية العلوية العديد من بنى الرأس والرقبة.

## البنية
العقدة الرقبية العلوية ذات لون رمادي محمر، وعادة ما تكون على شكل مغزل ذو نهايات مستدقة. ويبلغ طولها حوالي 3 سم. في بعض الأحيان تكون العقدة الرقبية العلوية عريضة ومسطحة، وأحيانًا تكون منقبضة بتواتر معين.
تتشكل من اندماج أربع عقد عصبية، تتوافق مع الأعصاب الأربعة العلوية في عنق الرحم C1-C4. توجد أجسام الخلايا العصبية الواردة المتعاطفة قبل العقدية في القرن الوحشي للحبل الشوكي. تدخل محاورها العصبية إلى العقدة الرقبية العلوية لتتشابك مع الخلايا العصبية ما بعد العقدية التي تخرج محاورها بعد ذلك من النهاية المنقارية للعقدة الرقبية العلوية وتشرع في تعصيب أعضائها المستهدفة في الرأس.
تساهم العقدة الرقبية العلوية في تكوين الضفيرة الرقبية. تتكون الضفيرة الرقبية من اتحاد الأقسام الأمامية للأعصاب الرقبية الأربعة العلوية. يتلقى كل منهما فرعًا رماديًا من العقدة الرقبية العلوية.

### الموقع
تقع العقدة الرقبية العلوية أمام الفقرات الرقبية الثانية والثالثة. تقع خلف الغمد السباتي. وهي تقع أمام عضلة الرأس الطويلة.

### الأفرع الواصلة والأفرع الصادرة
تستقبل الرقبية العنقية العلوية العناصر الودية ما قبل العقدية من المركز الهدبي النخاعي والتي تتشابك في العقدة. تغادر بعد ذلك صادرات ما بعد العقدة الرقبية العلوية وتنضم إلى الضفيرة العصبية السباتية الداخلية للشريان السباتي الداخلي، وترافق أولًا هذا الشريان ثم فروعه للوصول إلى المدار وفي النهاية تعصب العضلة موسعة حدقة العين.

### بيولوجيا الخلية
تحتوي العقدة الرقبية العليا على نحو مليون خلية عصبية. هناك عدد من أنواع الخلايا العصبية في العقدة الرقبية العليا تتراوح بين الخلايا ذات العتبة المنخفضة إلى الخلايا ذات العتبة المرتفعة. الخلايا ذات العتبة المنخفضة تمتلك معدل نبضات إشارة عصبية أسرع، بينما تمتلك الخلايا ذات العتبة المرتفعة معدل نبضات أبطأ. هناك تمييز آخر بين أنواع الخلايا العصبية في العقدة الرقبية العليا من خلال تقنية التلوين المناعي. تسمح تقنية التلوين المناعي بتصنيف الخلايا العصبية في العقدة الرقبية العليا إما كإيجابية أو سلبية للنيوروببتيد Y NPY، والذي يتواجد في مجموعة من الخلايا ذات العتبة المرتفعة. الخلايا ذات العتبة المنخفضة والتي تكون سلبية للـ NPY هي خلايا إفرازية عصبية، تقوم بتغذية الغدد اللعابية. الخلايا ذات العتبة المرتفعة والتي تكون سلبية للـ NPY هي خلايا عصبية وعائية، تغذي الأوعية الدموية. أما الخلايا ذات العتبة المرتفعة والتي تكون إيجابية للـ NPY فهي خلايا عصبية مقلصة للأوعية، والتي تغذي القزحية والغدة الصنوبرية.

## وظيفة
توفر العقدة الرقبية العلوية التعصيب الودي للهياكل داخل الرأس، بما في ذلك الغدة الصنوبرية، والأوعية الدموية في عضلات الجمجمة والدماغ، والضفيرة المشيمية، والعينين، والغدد الدمعية، والجسم السباتي، والغدد اللعابية، والغدة الدرقية.
تشكل محاور ما بعد العقدة في العقدة الرقبية العلوية الضفيرة السباتية الداخلية. تحمل الضفيرة السباتية الداخلية محاور ما بعد العقدية من العقدة الرقبية العلوية إلى العين والغدة الدمعية والأغشية المخاطية للفم والأنف والبلعوم والعديد من الأوعية الدموية في الرأس.

### الغدة الصنوبرية
تُعصب المحاور ما بعد العقدية في العقدة الرقبية العلوية الغدة الصنوبرية وتشارك في إيقاع الساعة البيولوجية. ينظم هذا الارتباط إنتاج هرمون الميلاتونين، الذي ينظم دورات النوم والاستيقاظ، إلا أن تأثير تعصيب الخلايا العصبية العقدة الرقبية العلوية في الغدة الصنوبرية ليس مفهومًا تمامًا.

### العين
توفر العقدة الرقبية العلوية التعصيب الودي للعين والغدة الدمعية، وتنظم تضيق الأوعية في القزحية والصلبة، وتمدد الحدقة، واتساع الشق الجفني، وانخفاض إنتاج الدموع.

### الأوعية الدموية في الجلد
تعصب العقدة الرقبية العلوية الأوعية الدموية في الجلد وتتوسط انقباض الأوعية وتنظم فقدان حرارة الجسم.

### النظام الدهليزي
ترتبط العقدة الرقبية العلوية بالهياكل الدهليزية، بما في ذلك الظهارة العصبية للقنوات الهلالية وأعضاء الأذن، ما يوفر ركيزة يمكن تصورها لتعديل المنعكسات الدهليزية الودية.

## الأهمية السريرية

### متلازمة هورنر
متلازمة هورنر هي اضطراب ناتج عن تلف المسار العصبي اللاإرادي الودي في الرأس. غالبًا ما يؤدي تلف العقدة الرقبية العلوية، وهو جزء من هذا النظام، إلى متلازمة هورنر. الأضرار التي لحقت بمناطق T1-T3 من الحبل الشوكي هي المسؤولة عن تدلي الجفون (البتوزيس)، وتقبض حدقة العين (الميوزيس)، وغؤور مقلة العين (الخوص الظاهر؛ ليست غائرة حقًا، ولكنها تظهر كذلك بسبب تدلي الجفن). تؤدي الآفة أو الضرر الكبير الذي يصيب العقدة الرقبية العلوية إلى اضطراب الخلايا العصبية من الدرجة الثالثة.

### خلل الوظائف المستقلة العائلي
خلل الوظائف المستقلة العائلي هو اضطراب وراثي يتميز بوجود تشوهات في الخلايا العصبية الحسية والودية. تتأثر العقدة الرقبية العلوية بشكل كبير بفقدان الخلايا العصبية وقد يكون مسؤولًا عن بعض الأعراض الناتجة. في دراسات ما بعد الوفاة، يبلغ حجم العقدة الرقبية العلوية، في المتوسط، ثلث الحجم الطبيعي ويحتوي فقط على 12% من العدد الطبيعي للخلايا العصبية. قد تكون العيوب في الترميز الوراثي لـ NGF، والتي تؤدي إلى NGF أقل وظيفية ومنظم بشكل غير طبيعي، هي السبب الجزيئي لخلل النطق العائلي. NGF ضروري لبقاء بعض الخلايا العصبية، لذا فإن فقدان وظيفة NGF قد يكون سببًا لموت الخلايا العصبية في العقدة العنقية العلوية.